# 벨로모르스크

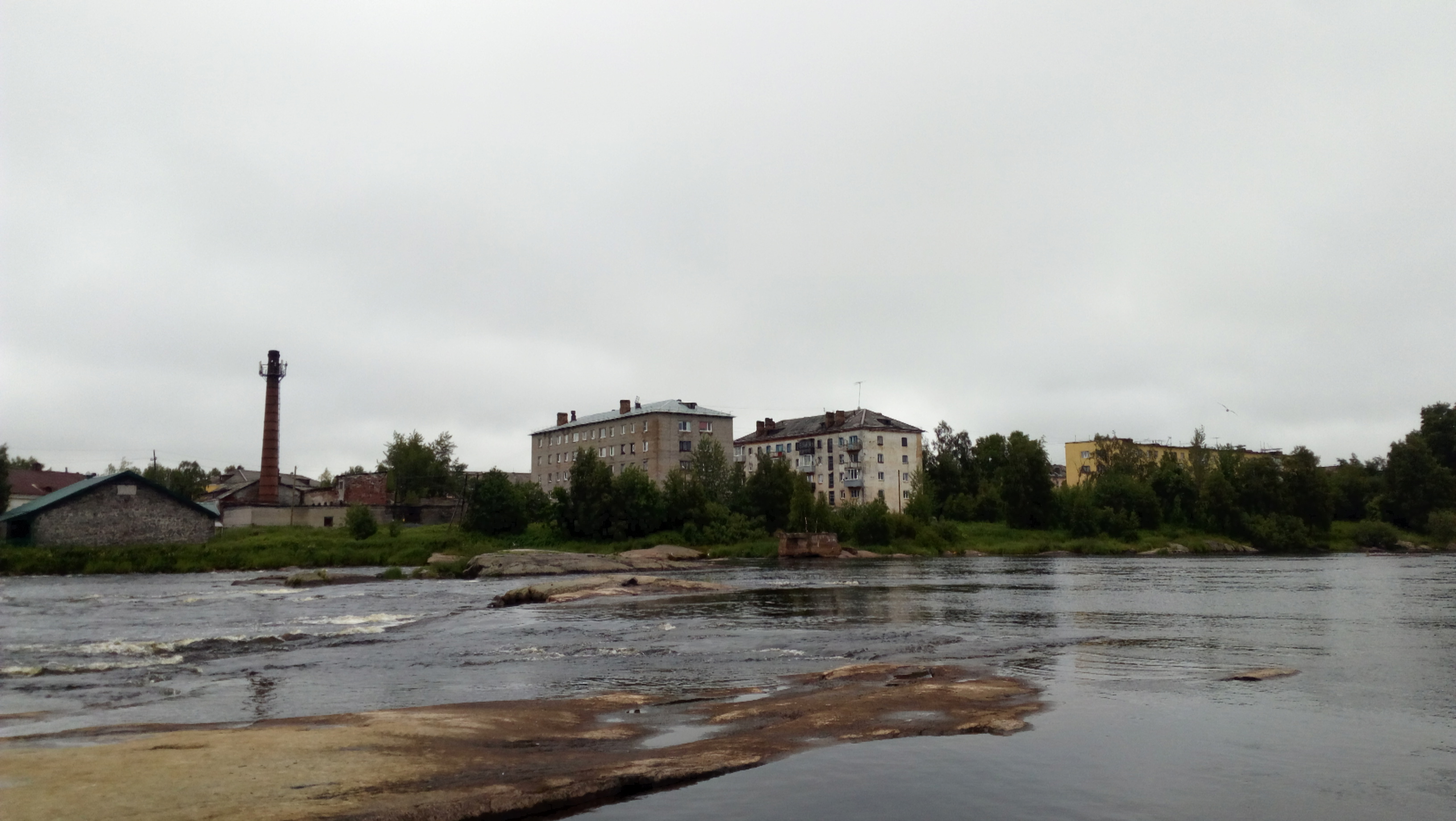

벨로모르스크(러시아어: Беломо́рск, 핀란드어: Sorokka)는 러시아 카렐리야 공화국에 있는 도시이다. 백해에 접한 오네가 만의 항구이고, 2002년의 인구는 1만3,103명이다. 벨로모르스키 군의 중심지이다.
이 도시는 소로카(Сорока)라는 이름의 작은 마을에서 시작되었다. 벨로모르스크는 포모리예의 문화적인 중심지이다.
벨로모르스크는 백해연안에 있으며, 비크 강에 접해 있다. 페트로자보츠크에서 376km 떨어져 있다. 가까운 곳에 솔로베츠키예 제도가 있다.
1941년 - 1945년까지 벨로모르스크는 잠시 카렐리야-핀란드 소비에트 사회주의 공화국의 수도였다.

## 같이 보기
- 소로카 (마을)